# エアアジアグループの就航都市
エアアジアは、アジア太平洋地域の24カ国120都市以上に就航している。以下は2016年5月現在の就航都市の一覧。

## 就航路線
| IATA | 航空会社                   | 拠点空港                                     |
| ---- | -------------------------- | -------------------------------------------- |
| AK   | エアアジア                 | クアラルンプール国際空港（クアラルンプール） |
| FD   | タイ・エアアジア           | ドンムアン国際空港（バンコク）               |
| QZ   | インドネシア・エアアジア   | スカルノハッタ国際空港（ジャカルタ）         |
| Z2   | エアアジア・フィリピン     | ニノイ・アキノ国際空港（マニラ）             |
| I5   | エアアジア・インディア     | ケンペゴウダ国際空港（ベンガルール）         |
| D7   | エアアジア X               | クアラルンプール国際空港（クアラルンプール） |
| XJ   | タイ・エアアジア X         | ドンムアン国際空港（バンコク）               |
| XT   | インドネシア・エアアジア X | ングラライ国際空港（バリ）                   |

|  | 拠点空港 |
|  | 就航予定 |
|  | 季節運航 |
|  | 廃止路線 |